# しゃべんジャーズ
『しゃべんジャーズ』は、むさしのFMとミュージックバードで放送されているラジオ番組。

## 概要
映画マニアの飯塚真史と、アニメマニアの中倉隆道が、好きな作品を交互に話し合うトーク番組。
番組開始当初の放送時間は10分間であったが、15分、20分と次第に延長された。その後ミュージックバードでの全国ネット化に合わせ、30分番組となった。
番組前半の飯塚による「銀マックス」（「銀」は映画の銀幕にかけて）、後半の中倉による「あにまにあ」の2つで構成されている。「銀マックス」では飯塚が推薦する映画について話し合う。「あにまにあ」では中倉がテレビアニメ（アニメ映画の場合もある）を紹介する。
その他、柿の種マニアでもある中倉による「柿ピーマニア」や、マニアックな漫画を紹介する「漫画マニア!!」などの不定期コーナーがある。
2023年9月時点では、全国のコミュニティFM110局にネットされている。番組内で投稿が紹介されたリスナーには、抽選でステッカーをプレゼントしている。

## 沿革
- 2019年（令和元年）
  - 7月4日 - 放送開始。10分番組としてスタート。
  - 8月1日 - 放送時間が拡大し、15分番組となった。
- 2020年（令和2年）1月2日 - 再度放送時間が拡大し、20分番組となる。
- 2021年（令和3年）
  - 3月25日 - 第90回より放送時間が拡大し、30分番組となる。
  - 4月1日 - 第91回よりコミュニティ発 全国放送ゾーンで放送されるようになる。
- 2025年（令和7年）
  - 3月25日 - コミュニティ発 全国放送ゾーンで放送終了。

## 番組内容
|         | 放送日          | ゲスト                                                                  | 内容                                                | 映画 | アニメ |
| 第1回   | 2019年 07月04日 | なし                                                                    | 初回放送                                            | グレイティスト | 紹介なし |
| 第2回   | 07月11日        | なし                                                                    | 2回目の放送は“アニマニア”!                          | 紹介なし | 炎炎ノ消防隊 BEM |
| 第3回   | 07月18日        | なし                                                                    | 今週から2本立て                                     | ピアッシング | かつて神だった獣たちへ |
| 第4回   | 07月25日        | なし                                                                    | 銀マックス&アニマニア!!                             | いちごの唄 | ダンベル何キロ持てる? |
| 第5回   | 08月01日        | なし                                                                    | 銀マックス&アニマニア!!                             | ミュウツーの逆襲 EVOLUTION | ギヴン |
| 第6回   | 08月08日        | なし                                                                    | 銀マックス&アニマニア!!                             | スノー・ロワイヤル | ソウナンですか? |
| 第7回   | 08月15日        | なし                                                                    | 銀マックス&アニマニア!!                             | メランコリック | ロード・エルメロイII世の事件簿 |
| 第8回   | 08月22日        | なし                                                                    | 銀マックス&アニマニア!!                             | ワイルド・スピード/スーパーコンボ | 胡蝶綺〜若き信長〜 |
| 第9回   | 08月29日        | なし                                                                    | 銀マックス&アニマニア!!                             | アマンダと僕 | ビジネスフィッシュ |
| 第10回  | 09月05日        | なし                                                                    | 銀マックス&アニマニア!!                             | 台風家族 | 手品先輩 |
| 第11回  | 09月12日        | なし                                                                    | 銀マックス&アニマニア!!                             | おっさんずラブ 〜LOVE or DEAD〜 | ドラゴンクエスト ユア・ストーリー |
| 第12回  | 09月19日        | なし                                                                    | 銀マックス&アニマニア!!                             | 隣の影 | 彼方のアストラ |
| 第13回  | 09月26日        | なし                                                                    | 銀マックス&アニマニア!!                             | サウナのあるところ | トライナイツ 指先から本気の熱情 |
| 第14回  | 10月03日        | なし                                                                    | 銀マックス&アニマニア!!                             | 記憶にございません! | 真・中華一番! 歌舞伎町シャーロック |
| 第15回  | 10月10日        | なし                                                                    | 銀マックス&アニマニア!!                             | アナベル 死霊博物館 | この音とまれ! |
| 第16回  | 10月17日        | なし                                                                    | 銀マックス&アニマニア!!                             | 僕のワンダフル・ジャーニー | ※亀田製菓の柿の種についての雑談 |
| 第17回  | 10月24日        | なし                                                                    | 銀マックス&アニマニア!!                             | 英雄は嘘がお好き | BEASTARS |
| 第18回  | 10月31日        | なし                                                                    | 銀マックス&アニマニア!!                             | イエスタデイ | この勇者が俺TUEEEくせに慎重すぎる |
| 第19回  | 11月07日        | なし                                                                    | 銀マックス&アニマニア!!                             | ひとよ | 放課後さいころ倶楽部 |
| 第20回  | 11月14日        | なし                                                                    | 銀マックス&アニマニア!!                             | マレフィセント2 | ノー・ガンズ・ライフ |
| 第21回  | 11月21日        | なし                                                                    | 銀マックス&アニマニア!!                             | マイ・フーリッシュ・ハート | XL上司。 |
| 第22回  | 11月28日        | なし                                                                    | 銀マックス&アニマニア!!                             | パペット大騒査線 追憶の紫影 | ライフル・イズ・ビューティフル |
| 第23回  | 12月05日        | なし                                                                    | 銀マックス&アニマニア!!                             | 地獄少女（実写） | 耐え子の日常 |
| 第24回  | 12月12日        | なし                                                                    | 銀マックス&アニマニア!!                             | ゾンビランド:ダブルタップ | アフリカのサラリーマン |
| 第25回  | 12月19日        | なし                                                                    | 銀マックス&アニマニア!!                             | ラスト・クリスマス | グランブルー ファンタジー Season2 |
| 第26回  | 12月26日        | なし                                                                    | 銀マックス&アニマニア!!                             | アナと雪の女王2 | 真・中華一番!（2度目） |
| 第27回  | 2020年 01月02日 | なし                                                                    | 銀マックス&アニマニア!!                             | フォードvsフェラーリ アングリーバード ペット・セメタリー | ID:INVADED 甲鉄城のカバネリ OBSOLETE |
| 第28回  | 1月09日         | なし                                                                    | 銀マックス&アニマニアの合体スペシャル               | シティーハンター THE MOVIE 史上最香のミッション | ※特別企画のため休止 |
| 第29回  | 01月16日        | なし                                                                    | 銀マックス&アニマニア!!                             | ラストレター | ダーウィンズゲーム |
| 第30回  | 01月23日        | なし                                                                    | 銀マックス&アニマニア!!                             | フォードvsフェラーリ | 空挺ドラゴンズ |
| 第31回  | 01月30日        | なし                                                                    | 銀マックス&アニマニア!!                             | ヘヴィ・トリップ 俺たち崖っぷち 北欧メタル! | ランウェイで笑って |
| 第32回  | 02月06日        | なし                                                                    | 銀マックス&アニマニア!!                             | ジョジョ・ラビット | 宝石商リチャード氏の謎鑑定 |
| 第33回  | 02月13日        | なし                                                                    | 銀マックス&アニマニア!!                             | 男はつらいよ お帰り 寅さん | 痛いのは嫌なので防御力に極振りしたいと思います。 |
| 第34回  | 02月20日        | なし                                                                    | ▽アカデミー賞スペシャル                             | パラサイト 半地下の家族 1917 命をかけた伝令 | ※特別企画のため休止 |
| 第35回  | 02月27日        | なし                                                                    | 銀マックス&アニマニア!!                             | おかざき恋愛四鏡 | ケンガンアシュラ |
| 第36回  | 03月05日        | なし                                                                    | 銀マックス&アニマニア!!                             | ザ・ピーナッツバター・ファルコン | ドロヘドロ |
| 第37回  | 03月12日        | なし                                                                    | 銀マックス&アニマニア!!                             | デジモンアドベンチャー LAST EVOLUTION 絆 | 理系が恋に落ちたので証明してみた。 |
| 第38回  | 03月19日        | なし                                                                    | 銀マックス&アニマニアの合体スペシャル!!             | メイドインアビス 深き魂の黎明 | ※特別企画のため休止 |
| 第39回  | 03月26日        | なし                                                                    | 銀マックス&アニマニア!!                             | ジュディ 虹の彼方に | ARP Backstage Pass |
| 第40回  | 04月02日        | なし                                                                    | 銀マックス&アニマニア!!                             | 21世紀の資本 | ランウェイで笑って 空挺ドラゴンズ |
| 第41回  | 04月09日        | なし                                                                    | 銀マックス&アニマニア!!                             | バニー・レークは行方不明 | 困ったじいさん 無限の住人 |
| 第42回  | 04月16日        | なし                                                                    | 銀マックス&アニマニア!!                             | 薔薇色のブー子 | 放課後ていぼう日誌 |
| 第43回  | 04月23日        | なし                                                                    | 銀マックス&アニマニア!!                             | リトルプリンス 星の王子さまと私 | グレイプニル |
| 第44回  | 04月30日        | なし                                                                    | 銀マックス&柿ピーマニア!!                           | ラブソングができるまで | ※柿の種の食べ比べ企画 |
| 第45回  | 05月07日        | なし                                                                    | 銀マックス&柿ピーマニア!!                           | サーミの血 | ※柿の種セットについて雑談 |
| 第46回  | 05月14日        | なし                                                                    | 銀マックス&アニマニア!!                             | 暗くなるまで待って | 波よ聞いてくれ |
| 第47回  | 05月21日        | なし                                                                    | 銀マックス&アニマニア!!                             | レインメーカー | 啄木鳥探偵處 |
| 第48回  | 05月28日        | なし                                                                    | 銀マックス&アニマニア!!                             | はじまりのうた | かくしごと |
| 第49回  | 06月04日        | なし                                                                    | 銀マックス&アニマニア!!                             | SING/シング | LISTENERS |
| 第50回  | 06月11日        | なし                                                                    | 銀マックス&アニマニア!!                             | 天使にラブ・ソングを | 球詠 |
| 第51回  | 06月18日        | なし                                                                    | 銀マックス&柿ピーマニア!!                           | ANNA/アナ | ※日本柿ピー協会について |
| 第52回  | 06月26日        | なし                                                                    | 銀マックス&アニマニア!!                             | 桜田門外ノ変 | ▽中倉が選んだスポーツアニメランキング 1位：キャプテン 2位：ボールルームへようこそ 3位：はるかなレシーブ |
| 第53回  | 07月02日        | なし                                                                    | 銀マックス&アニマニア!!                             | グッド・ボーイズ | ▽第2期に期待するアニメ 炎炎ノ消防隊 ノー・ガンズ・ライフ ▽今期の期待のアニメ GREAT PRETENDER |
| 第54回  | 07月09日        | なし                                                                    | 銀マックス&アニマニア!!                             | ドクター・ドリトル | 日本沈没2020 GIBIATE PROJECT |
| 第55回  | 07月16日        | なし                                                                    | 銀マックス&アニマニア!!                             | チア・アップ! | 天晴爛漫! |
| 第56回  | 07月23日        | なし                                                                    | 銀マックス&アニマニア!!                             | ソニック・ザ・ムービー | HERO MASK |
| 第57回  | 07月30日        | なし                                                                    | 銀マックス&アニマニア!!                             | アサイラム | GREAT PRETENDER |
| 第58回  | 08月06日        | なし                                                                    | 銀マックス&アニマニア!!                             | 海底47m 古代マヤの死の迷宮 | GIBIATE PROJECT |
| 第59回  | 08月13日        | なし                                                                    | 銀マックス&アニマニア!!                             | ランボー ラスト・ブラッド | A.I.C.O. Incarnation |
| 第60回  | 08月20日        | なし                                                                    | 銀マックス&アニマニア!!                             | 野火（2015年版） | 恋とプロデューサー〜EVOL×LOVE〜 |
| 第61回  | 08月27日        | なし                                                                    | 銀マックス&アニマニア!!                             | アルプススタンドのはしの方 | モンスター娘のお医者さん |
| 第62回  | 09月03日        | なし                                                                    | 銀マックス&アニマニア!!                             | ドラえもん のび太の新恐竜 | デカダンス |
| 第63回  | 09月10日        | なし                                                                    | 銀マックス&柿ピーマニア!!                           | 2分の1の魔法 | ※3種類の柿の種で、1種類を試食 |
| 第64回  | 09月17日        | なし                                                                    | 銀マックス&漫画マニア!!                             | ようこそ映画音響の世界へ | アンデッドアンラック |
| 第65回  | 09月24日        | なし                                                                    | 銀マックス&漫画マニア!!                             | メグ・ライオン | 只野工業高校の日常 |
| 第66回  | 10月01日        | なし                                                                    | 銀マックス&アニマニア!!                             | クレヨンしんちゃん 激突! ラクガキングダムとほぼ四人の勇者 | ドラゴンクエスト ダイの大冒険 |
| 第67回  | 10月08日        | なし                                                                    | 銀マックス&アニマニア!!                             | ホテルニュームーン | 体操ザムライ |
| 第68回  | 10月15日        | なし                                                                    | 銀マックス&アニマニア!!                             | ミッドウェイ | いわかける! -Climbing Girls- |
| 第69回  | 10月22日        | なし                                                                    | 銀マックス&柿ピーマニア!!                           | ゾンビの中心で、愛をさけぶ | コオロギの柿の種について試食と紹介 |
| 第70回  | 10月29日        | なし                                                                    | 銀マックス&アニマニア!!                             | 罪の声 | 劇場版 鬼滅の刃 無限列車編 |
| 第71回  | 11月05日        | なし                                                                    | 銀マックス&アニマニア!!                             | UFO真相検証ファイル Part1 戦慄!宇宙人拉致事件の真実 | アクダマドライブ |
| 第72回  | 11月12日        | なし                                                                    | 銀マックス&アニマニア!!                             | 相撲道〜サムライを継ぐ者たち〜 | 憂国のモリアーティ |
| 第73回  | 11月19日        | なし                                                                    | 銀マックス&アニマニア!!                             | ザ・ハント | 戦翼のシグルドリーヴァ |
| 第74回  | 11月26日        | なし                                                                    | 銀マックス&アニマニア!!                             | ジオラマボーイパノラマガール | 呪術廻戦 |
| 第75回  | 12月03日        | なし                                                                    | 銀マックス&漫画マニア!!                             | デッドロック4 | 僕の心のヤバイやつ |
| 第76回  | 12月10日        | なし                                                                    | 銀マックス&アニマニア!!                             | フード・ラック!食運 | 体操ザムライ |
| 第77回  | 12月17日        | なし                                                                    | 銀マックス&アニマニア!!                             | STAND BY MEドラえもん2 | 魔女の旅々 |
| 第78回  | 12月24日        | なし                                                                    | 銀マックス&アニマニア!!                             | 今年の映画のまとめ | 池袋ウエストゲートパーク |
| 第79回  | 2021年 01月07日 | なし                                                                    | 銀マックス&アニマニア!!                             | お正月なので、期待する映画を紹介。 | 新世紀エヴァンゲリオン |
| 第80回  | 01月14日        | なし                                                                    | 銀マックス&アニマニア!!                             | ザ・プロム | ▽今期の期待作品 無職転生〜異世界行ったら本気だす〜 WAVE!!〜サーフィンやっぺ!!〜 |
| 第81回  | 01月21日        | なし                                                                    | 銀マックス&アニマニア!!                             | トゥルー・クライム | 天地創造デザイン部 |
| 第82回  | 01月28日        | なし                                                                    | 銀マックス&アニマニア!!                             | 日本のいちばん長い日 | 怪物事変 |
| 第83回  | 02月04日        | なし                                                                    | 銀マックス&アニマニア!!                             | ズーム／見えない参加者 | はたらく細胞BLACK |
| 第84回  | 02月11日        | 高橋久美子                                                              | 旅エッセイ集『旅を栖とす』トーク!                   | ※ゲスト回のため、休止。 | ※ゲスト回のため、休止。 |
| 第85回  | 02月18日        | 高橋久美子                                                              | 旅エッセイ集『旅を栖とす』トーク!                   | ※ゲスト回のため、休止。 | ※ゲスト回のため、休止。 |
| 第86回  | 02月25日        | なし                                                                    | 銀マックス&アニマニア!!                             | 私は確信する | SK∞エスケーエイト |
| 第87回  | 03月04日        | なし                                                                    | 銀マックス&柿ピーマニア!!                           | シルバラード | ※節分の時、投げる柿ピーを紹介 |
| 第88回  | 03月11日        | なし                                                                    | 銀マックス&アニマニア!!                             | ミアとホワイトライオン 奇跡の1300日 | 回復術士のやり直し |
| 第89回  | 03月18日        | なし                                                                    | 銀マックス&アニマニア!!                             | 2021年アカデミー賞のノミネート作品を紹介 | 2.43 清陰高校男子バレー部 |
| 第90回  | 03月25日        | なし                                                                    | 銀マックス&アニマニア!!                             | ラーヤと龍の王国 | Levius レビウス |
| 第91回  | 04月01日        | なし                                                                    | 銀マックス&アニマニア!!                             | ビバリウム | ▽今期の期待作品 ●Vivy ‐Fluorite Eye's Song- |
| 第92回  | 04月08日        | なし                                                                    | 銀マックス&アニマニア!!                             | トムとジェリー（2021年版） | ゴジラ S.P |
| 第93回  | 04月15日        | なし                                                                    | 銀マックス&アニマニア!!                             | モンスターハンター | ▽期待作品として紹介 恋と呼ぶには気持ち悪い 極主夫道 |
| 第94回  | 04月22日        | なし                                                                    | 銀マックス&アニマニア!!                             | オッドタクシー | JUNK HEAD |
| 第95回  | 04月29日        | なし                                                                    | 銀マックス&アニマニア!!                             | ザ・スイッチ | 灼熱カバディ |
| 第96回  | 05月06日        | なし                                                                    | 銀マックス&アニマニア!!                             | ノマドランド | ドラゴン、家を買う。 |
| 第97回  | 05月13日        | なし                                                                    | 銀マックス&アニマニア!!                             | STAY | スーパーカブ |
| 第98回  | 05月20日        | なし                                                                    | 柿ピーマニア&銀マックス!!                           | 96時間 | ※柿ピーの紹介＆プレゼント |
| 第99回  | 05月27日        | なし                                                                    | 銀マックス&アニマニア!!                             | ブックセラーズ | MARS RED |
| 第100回 | 06月03日        | 高橋久美子                                                              | 柿ピーマニア&大相撲 夏場所!!                        | ※ゲスト回のため、休止。 | ※ゲスト回のため、休止。 |
| 第101回 | 06月10日        | 高橋久美子                                                              | 柿ピーマニア&大相撲 夏場所!!                        | ※ゲスト回のため、休止。 | ※ゲスト回のため、休止。 |
| 第102回 | 06月17日        | なし                                                                    | 銀マックス&アニマニア!!                             | ローズメイカー 奇跡のバラ | 86-エイティシックス- |
| 第103回 | 06月24日        | なし                                                                    | 銀マックス&アニマニア!!                             | アオラレ | さよなら私のクラマー |
| 第104回 | 07月01日        | なし                                                                    | 銀マックス&アニマニア!!                             | クワイエット・プレイス 破られた沈黙 | ▽今期の期待作品 終末のワルキューレ |
| 第105回 | 07月08日        | なし                                                                    | 銀マックス&アニマニア!!                             | 機動戦士ガンダム 閃光のハサウェイ | ▽今期の期待作品 Sonny Boy SCARLET NEXUS 白い砂のアクアトープ RE-MAIN |
| 第106回 | 07月15日        | なし                                                                    | 銀マックス&アニマニア!!                             | ゴジラvsコング | ▽昭和アニメ特集（前編）～魔法少女のなりゆき～ （初代魔法少女作品）魔法使いサリー （第2代）ひみつのアッコちゃん （第3代）魔法のプリンセス ミンキーモモ （第4代）魔法の天使クリィミーマミ （第5代）魔法の妖精ペルシャ （第6代）魔法のスターマジカルエミ （第7代）魔法のアイドル パステルユーミ |
| 第107回 | 07月22日        | なし                                                                    | 銀マックス&アニマニア!!                             | ピーターラビット2/バーナバスの誘惑 | ▽昭和アニメ特集（後編） ～ロボメカのなりゆき～ （元祖ロボメカ作品）ゲッターロボ （初代の影響として第2代）創聖のアクエリオン （昔のゲッターのアニメ感を令和に移している作品）ゲッターロボ アーク |
| 第108回 | 07月29日        | なし                                                                    | 銀マックス&アニマニア!!                             | ファイナル・プラン | ▽スポーツアニメ特集（前半）ー水泳作品ー Free! DIVE!! |
| 第109回 | 08月05日        | なし                                                                    | 銀マックス&アニマニア!!                             | キン肉マン 正義超人vs戦士超人 | スポーツアニメ特集（後半） －スケートボード作品－ SK∞ エスケーエイト |
| 第110回 | 08月12日        | なし                                                                    | 銀マックス&アニマニア!!                             | クレヨンしんちゃん 謎メキ!花の天カス学園 | うらみちお兄さん |
| 第111回 | 08月19日        | なし                                                                    | 銀マックス&アニマニア!!                             | セイバー+ゼンカイジャー スーパーヒーロー戦記 | RE-MAIN |
| 第112回 | 08月26日        | なし                                                                    | 銀マックス&アニマニア!!                             | フリー・ガイ | 白い砂のアクアトープ |
| 第113回 | 09月02日        | なし                                                                    | 銀マックス&アニマニア!!                             | キラーソファ | NIGHT HEAD 2041 |
| 第114回 | 09月09日        | なし                                                                    | 銀マックス&漫画マニア!!                             | ワイルド・スピード/ジェットブレイク | ▽次にくるマンガ大賞SP～webマンガ部門～ 1位：怪獣8号 2位：ダンダダン 3位：先輩はおとこのこ |
| 第115回 | 09月16日        | なし                                                                    | 銀マックス&漫画マニア!!                             | スペース・プレイヤーズ | ▽次にくるマンガ大賞SP～コミック部門～ 1位：【推しの子】 2位：ウマ娘 シンデレラグレイ 3位：葬送のフリーレン |
| 第116回 | 09月23日        | なし                                                                    | 銀マックス&アニマニア!!                             | シュシュシュの娘 | 月が導く異世界道中 |
| 第117回 | 09月30日        | なし                                                                    | 銀マックス&アニマニア!!                             | 未成仏百物語 AKB48 異界への灯火寺 | 王様ランキング |
| 第118回 | 10月07日        | なし                                                                    | 銀マックス&アニマニア!!                             | 殺人鬼から逃げる夜 | きみと、波にのれたら |
| 第119回 | 10月14日        | なし                                                                    | 銀マックス&アニマニア!!                             | 世界一不幸せなボクの初恋 | 薄暮 |
| 第120回 | 10月21日        | なし                                                                    | 銀マックス&アニマニア!!                             | キャッシュトラック | 海賊王女 |
| 第121回 | 10月28日        | なし                                                                    | 銀マックス&アニマニア!!                             | ▽シッチェス映画祭 ファンタスティックセレクション2021を紹介 | プラオレ!〜PRIDE OF ORANGE〜 |
| 第122回 | 11月04日        | なし                                                                    | 銀マックス&アニマニア!!                             | ロン 僕のポンコツ・ボット | メガトン級ムサシ |
| 第123回 | 11月11日        | なし                                                                    | 銀マックス&アニマニア!!                             | 燃えよ剣 | シキザクラ |
| 第124回 | 11月18日        | なし                                                                    | 銀マックス&アニマニア!!                             | シッチェス映画祭 ファンタスティックセレクション2021を紹介 | ブルーピリオド |
| 第125回 | 11月25日        | なし                                                                    | 銀マックス&柿ピーマニア!!                           | シノノメ色の週末 | ※柿の種チョコの紹介 |
| 第126回 | 12月02日        | なし                                                                    | 銀マックス&アニマニア!!                             | 老後の資金がありません | フラ・フラダンス |
| 第127回 | 12月09日        | なし                                                                    | 銀マックス&アニマニア!!                             | ドーナツキング | さんかく窓の外側は夜 |
| 第128回 | 12月16日        | なし                                                                    | 銀マックス&アニマニア!!                             | アイス・ロード | 逆転世界ノ電池少女 |
| 第129回 | 12月23日        | なし                                                                    | 銀マックス&柿ピーマニア!!                           | ▽年末に向けてのオススメ映画 （歌姫部門）ヴォイス・オブ・ラブ （初見でも楽しませてね部門） 99.9-刑事専門弁護士-THE MOVIE 呪術廻戦0                                                                           | ※柿の種のチョコの商品の試食と紹介 |
| 第130回 | 12月30日        | なし                                                                    | 銀マックス&アニマニア!!                             | ▽見たいアニメ映画 THE FIRST SLAM DUNK ザ・スーパーマリオブラザーズ・ムービー ハローキティ、ハリウッド映画化（タイトル、公開日未定）                                                                         | ▽今年の映画のまとめ |
| 第131回 | 2022年 01月06日 | なし                                                                    | 銀マックス&アニマニア!!                             | ▽2022年の期待映画 （懐かし部門） 魔神英雄伝ワタル 七魂の龍神丸 －再会－ サンダーバード55 （ホラー部門） 真・事故物件/本当に怖い住民たち シークレット・マツシタ 怨霊屋敷 （その他） 私ときどきレッサーパンダ | ▽今期の期待作品 明日ちゃんのセーラー服 オンエアできない! |
| 第132回 | 01月13日        | 特撮の専門家! 白銀の戦士はらでぃ                                        | ゲストコーナー&銀マックス!!                         | 仮面ライダー ビヨンド・ジェネレーションズ | ※ゲスト回のため、休止。 |
| 第133回 | 01月20日        | なし                                                                    | 銀マックス&アニマニア!!                             | マークスマン | 時光代理人 -LINK CLICK- |
| 第134回 | 01月27日        | なし                                                                    | 銀マックス&柿ピーマニア!!                           | キングスマン:ファースト・エージェント | ※スイーツ系の柿の種を紹介 |
| 第135回 | 02月03日        | なし                                                                    | 銀マックス&アニマニア!!                             | テキサスの五人の仲間 | 東京24区 |
| 第136回 | 02月10日        | なし                                                                    | 銀マックス&柿ピーマニア!!                           | バイオハザード: ウェルカム・トゥ・ラクーンシティ | スイーツ系の柿の種について紹介 |
| 第137回 | 02月17日        | なし                                                                    | 銀マックス&アニマニア!!                             | シークレット・マツシタ/怨霊屋敷 | ハコヅメ |
| 第138回 | 02月24日        | なし                                                                    | 銀マックス&アニマニア!!                             | ライフ・ウィズ・ミュージック | オンエアできない! |
| 第139回 | 03月03日        | 田中知子                                                                | ▽飯塚真史 人生初の生放送 ゲスト出演を終えて・・・   | ※ゲスト回のため、休止。 | ※ゲスト回のため、休止。 |
| 第140回 | 03月10日        | なし                                                                    | 銀マックス&アニマニア!!                             | ナイル殺人事件 | 平家物語 |
| 第141回 | 03月17日        | なし                                                                    | 銀マックス&柿ピーマニア!!                           | ゴヤの名画と優しい泥棒 | ※柿ピーセレクションの紹介 |
| 第142回 | 03月24日        | なし                                                                    | 銀マックス&アニマニア!!                             | 第45回アカデミー賞の5作品の紹介 | その着せ替え人形は恋をする |
| 第143回 | 03月31日        | なし                                                                    | 銀マックス&アニマニア!!                             | KAPPEI | 明日ちゃんのセーラー服 |
| 第144回 | 04月7日         | なし                                                                    | 銀マックス&アニマニア!!                             | 映画ドラえもん のび太の宇宙小戦争 2021 | ▽今期の注目作品の紹介 SPY×FAMILY 群青のファンファーレ 真・一騎当千 パリピ孔明 BIRDIE WING -Golf Girls' Story TIGER & BUNNY2 |
| 第145回 | 04月14日        | なし                                                                    | 銀マックス&アニマニア!!                             | 第94回アカデミー賞の作品紹介 | ▽今期の注目作品の紹介 BIRDIE WING -Golf Girls' Story トモダチゲーム |
| 第146回 | 04月21日        | なし                                                                    | 銀マックス&柿ピーマニア!!                           | ウェディング・ハイ | ※柿ピーの試食 |
| 第147回 | 04月28日        | なし                                                                    | 銀マックス&銀マックス!!                             | マッスル 踊る稲妻 | Everybody's Talking about Jamie～ジェイミー～ |
| 第148回 | 05月5日         | なし                                                                    | 銀マックス&アニマニア!!                             | オッドタクシー イン・ザ・ウッズ | ヒーラー・ガール |
| 第149回 | 05月12日        | なし                                                                    | 銀マックス&アニマニア!!                             | ハッチング -孵化- | SPY×FAMILY |
| 第150回 | 05月19日        | なし                                                                    | 銀マックス＆銀マックスPart2!!                       | クレヨンしんちゃん もののけニンジャ珍風伝 | アクアマン |
| 第151回 | 05月26日        | なし                                                                    | 銀マックス&アニマニア!!                             | ▽“シン”が付く映画の映画の紹介 シン・ランペイジ/巨獣大決戦 シンジョーズ 最強生物の誕生 シン・宇宙戦争 | サマータイムレンダ |
| 第152回 | 06月02日        | なし                                                                    | 銀マックス&アニマニア!!                             | おいしい給食 卒業 | アオアシ |
| 第153回 | 06月09日        | なし                                                                    | 銀マックス&アニマニア!!                             | トップガン（1986年版） | パリピ孔明 |
| 第154回 | 06月16日        | 特撮の専門家! 白銀の戦士はらでぃ                                        | ウルトラ特撮コーナー!!                              | シン・ウルトラマン | ※ゲスト回のため、休止。 |
| 第155回 | 06月23日        | なし                                                                    | 銀マックス&アニマニア!!                             | トップガン マーヴェリック | 映画 バクテン!! |
| 第156回 | 06月30日        | なし                                                                    | 銀マックス&銀マックスPart3!                         | 炎の少女チャーリー | フォクスター |
| 第157回 | 07月07日        | なし                                                                    | 銀マックス&アニマニア!!                             | クリーチャーズ 宇宙から来た食人族 | 耳をすませば |
| 第158回 | 07月14日        | なし                                                                    | 銀マックス&アニマニア!!                             | キャメラを止めるな! | ▽今期の全体の概要を紹介 （異世界もの） 異世界おじさん 異世界迷宮でハーレムを 異世界薬局 転生賢者の異世界ライフ （シリーズもの） うたの☆プリンスさまっ♪ マジLOVEスターリッシュツアーズ 〜旅の始まり〜 オーバーロードIV 賭ケグルイ双(ツイン) 新テニスの王子様 U-17 WORLD CUP ダンジョンに出会いを求めるのは間違っているだろうかⅣ メイドインアビス 烈日の黄金郷 ようこそ実力至上主義の教室へ 2nd Season ラブライブ!スーパースター!!第2期..tec （オリジナルアニメ） Extreme Hearts Engage Kiss てっぺんっ!!!!!!!!!!!!!!! |
| 第159回 | 07月21日        | なし                                                                    | 銀マックス&アニマニア!!                             | 劇場版 ゆるキャン△ | ▽今期の注目作品を紹介 異世界おじさん ブッチギレ! 世界の終わりに柴犬と 賭ケグルイ双（ツイン） |
| 第160回 | 07月28日        | なし                                                                    | 銀マックス&アニマニア!!                             | ▽「ジュラシックワールド」に負けるな!恐竜映画大行進 ジュラシック・アイランド ジュラシック・サバイブ 必殺!恐竜神父                                                                                            | プリマドール |
| 第161回 | 08月04日        | なし                                                                    | 銀マックス&アニマニア!!                             | バッドマン 史上最低のスーパーヒーロー | 惑星のさみだれ |
| 第162回 | 08月11日        | なし                                                                    | 銀マックス&アニマニア!!                             | ▽バカンスで調子に乗ってはいけないSP 海上 48hours 悪夢のバカンス シャークストーム | 映画 五等分の花嫁 |
| 第163回 | 08月18日        | なし                                                                    | 銀マックス&アニマニア!!                             | ジュラシック・ワールド/新たなる支配者 | オーバーロードIV |
| 第164回 | 08月25日        | なし                                                                    | 銀マックス&アニマニア!!                             | 異動辞令は音楽隊! | 組長娘と世話係 |
| 第165回 | 09月01日        | なし                                                                    | 銀マックス&アニマニア!!                             | ブラック・フォン | よふかしのうた |
| 第166回 | 09月08日        | なし                                                                    | 銀マックス&柿ピーマニア!!                           | ソニック・ザ・ムービー/ソニック VS ナックルズ | ※全体の柿の種について＆商品紹介 |
| 第167回 | 09月15日        | なし                                                                    | 銀マックス&アニマニア!!                             | DC がんばれ!スーパーペット | リコリス・リコイル |
| 第168回 | 09月22日        | なし                                                                    | 銀マックス&漫画マニア!!                             | ブレット・トレイン | ▽次にくるマンガ大賞SP～コミック部門～ 1位：メダリスト 2位：ウィッチウォッチ 3位：あかね噺 |
| 第169回 | 09月29日        | なし                                                                    | 銀マックス&漫画マニア!!                             | ▽まだまだ間に合うハロウィンコスプレ ランドシャーク 丘ジョーズの逆襲 オリジナルビデオ デストイレ セミマゲドン                                                                                                | ▽次にくるマンガ大賞SP～webマンガ～ 1位：スーパーの裏でヤニ吸うふたり 2位：正反対な君と僕 3位：株式会社マジルミエ |
| 第170回 | 10月06日        | なし                                                                    | 銀マックス&アニマニア!!                             | ヘルドッグス 地獄の犬たち | ▽今期の注目アニメの紹介（前半） SPY×FAMILY 第2クール 僕のヒーローアカデミア 第6クール ジョジョの奇妙な冒険 ストーンオーシャン BLEACH 千年血戦篇 ヤマノススメ Next Summit 弱虫ペダル 第5クール ポプテピピック 第2クール |
| 第171回 | 10月13日        | なし                                                                    | 銀マックス&アニマニア!!                             | LAMB/ラム ザ・ディープ・ハウス THE DEEP HOUSE | ▽今期の注目アニメの紹介（後半） 機動戦士ガンダム 水星の魔女 チェンソーマン うる星やつら（令和版） 後宮の烏 ある朝ダミーヘッドマイクになっていた俺クンの人生 「艦これ」いつかあの海で 永久少年 Eternal Boys アークナイツ【黎明前奏/PRELUDE TO DAWN】 |
| 第172回 | 10月20日        | なし                                                                    | 銀マックス&アニマニア!!                             | マイ・ブロークン・マリコ | 後宮の烏 |
| 第173回 | 10月27日        | なし                                                                    | 銀マックス&アニマニア!!                             | バッドガイズ | 機動戦士ガンダム 水星の魔女 Season 1 |
| 第174回 | 11月03日        | なし                                                                    | 銀マックス&アニマニア!!                             | ▽1960年代の映画の輝き!青春の輝きキラキラ 怪物宇宙船 恐怖の洞窟 | 忍の一時 |
| 第175回 | 11月10日        | なし                                                                    | 銀マックス&アニマニア!!                             | NOPE/ノープ | アキバ冥途戦争 |
| 第176回 | 11月17日        | なし                                                                    | 銀マックス!!一本勝負                                | 耳をすませば（実写） | ※特別企画のため、休止。 |
| 第177回 | 11月24日        | なし                                                                    | 銀マックス&アニマニア!!                             | RRR | アークナイツ【黎明前奏/PRELUDE TO DAWN】 |
| 第178回 | 12月01日        | なし                                                                    | 銀マックス&柿ピーマニア!!                           | ザ・メニュー | ※チョコ柿の種の紹介＆試食 |
| 第179回 | 12月08日        | なし                                                                    | 銀マックス&アニマニア!!                             | ▽「すずめの戸締まり」に負けるな! 奈落のマイホーム サイレント・ナイト | 「艦これ」いつかあの海で |
| 第180回 | 12月15日        | なし                                                                    | 銀マックス&アニマニア!!                             | 土を喰う日々―わが精進十二ヵ月 | ▽今年のテレビアニメの総括 SPY×FAMILY パリピ孔明 サマータイムレンダ |
| 第181回 | 12月22日        | なし                                                                    | 銀マックス&アニマニア!!                             | ※今年の映画のまとめ | ▽2023年の期待のアニメ紹介（前半） ダンジョンに出会いを求めるのは間違っているだろうかIV 深章 厄災篇 LUPIN ZERO |
| 第182回 | 12月29日        | なし                                                                    | 銀マックス&アニマニア!!                             | ▽2023年の期待映画 （邦画） #マンホール そして僕は途方に暮れる シン・仮面ライダー （洋画） キラーカブトガニ                                                                                                  | ▽2023年の期待のアニメ紹介（後半） （異世界モノ） 異世界のんびり農家 とんでもスキルで異世界放浪メシ 便利屋斎藤さん、異世界に行く 老後に備えて異世界で8万枚の金貨を貯めます 解雇された暗黒兵士（30代）のスローなセカンドライフ |
| 第183回 | 2023年 01月05日 | 高橋久美子                                                              | 暮らしのエッセイ集『暮らしっく』トーク!             | ※ゲスト回のため、休止。 | ※ゲスト回のため、休止。 |
| 第184回 | 01月12日        | 高橋久美子                                                              | 暮らしのエッセイ集『暮らしっく』トーク!             | ※ゲスト回のため、休止。 | ※ゲスト回のため、休止。 |
| 第185回 | 01月19日        | なし                                                                    | 銀マックス&柿ピーマニア（柿ピー本）!!               | 未体験ゾーンの映画たち | ※中倉の著書「柿ピー大百科3」の紹介 |
| 第186回 | 01月26日        | なし                                                                    | 銀マックス&アニマニア!!                             | 嘘八百 なにわ夢の陣 | HIGH CARD |
| 第187回 | 02月02日        | なし                                                                    | 銀マックス&アニマニア!!                             | キラーカブトガニ | FLAGLIA ～なつやすみの物語～ |
| 第188回 | 02月09日        | なし                                                                    | 銀マックス&アニマニア!!                             | そして僕は途方に暮れる | とんでもスキルで異世界放浪メシ |
| 第189回 | 02月16日        | なし                                                                    | 銀マックス&アニマニア!!                             | 突撃!隣のUFO | 大雪海のカイナ |
| 第190回 | 02月23日        | なし                                                                    | 銀マックス&アニマニア!!                             | BAD CITY | （日本国民大好きアニメの紹介） ルパン三世VSキャッツ・アイ |
| 第191回 | 03月02日        | なし                                                                    | 銀マックス&アニマニア!!                             | #マンホール | 映画 神々の山嶺 |
| 第192回 | 03月09日        | なし                                                                    | 銀マックス&アニマニア!!                             | FALL/フォール | 鹿の王 ユナと約束の旅 |
| 第193回 | 03月16日        | なし                                                                    | 銀マックス&アニマニア!!                             | ▽“シン”が付く映画の映画の紹介 Part2 シン・タイタニック シン・アナコンダ シン・アナコンダ 捕食領域 | 僕とロボコ |
| 第194回 | 03月23日        | なし                                                                    | 銀マックス&アニマニア!!                             | ホーリー・トイレット 編集霊 deleted | 異世界のんびり農家 |
| 第195回 | 03月30日        | なし                                                                    | 銀マックス&アニマニア!!                             | マッシブ・タレント | ▽今期の注目アニメの紹介（前半） （異世界モノ） 異世界召喚は二度目です 異世界でチート能力を手にした俺は現実世界をも無双する 異世界はスマートフォンとともに Season2 異世界ワンターンキル姉さん 〜姉同伴の異世界生活はじめました〜 転生貴族の異世界冒険録 （人気シリーズ） アイドルマスター シンデレラガールズ U149 ウマ娘 プリティーダービー Season3 ULTRAMAN FINAL 「鬼滅の刃」刀鍛冶の里編 ゴールデンカムイ Season4 終末のワルキューレ Season2 TIGER & BUNNY2 トニカクカワイイ Season2 Dr.STONE Season3 BIRDIE WING Season2 ポケットモンスター（令和版） 魔法使いの嫁 Season2 MIX MEISEI STORY 2ND SEASON ～二度目の夏、空の向こうへ - 王様ランキング 勇気の宝箱 機動戦士ガンダム 水星の魔女 Season2 |
| 第196回 | 04月06日        | なし                                                                    | 銀マックス&アニマニア!!                             | BLUE GIANT（映画） | ▽今期の注目アニメの紹介（後半） 【推しの子】 THE MARGINAL SERVICE おとなりに銀河 君は放課後インソムニア マイホームヒーロー |
| 第197回 | 04月13日        | 特撮の専門家! 白銀の戦士はらでぃ                                        | ウルトラ特撮コーナー!!                              | シン・仮面ライダー | ※ゲスト回のため、休止。 |
| 第198回 | 04月20日        | なし                                                                    | 銀マックス&アニマニア!!                             | 三茶のポルターガイスト | マイホームヒーロー |
| 第199回 | 04月27日        | なし                                                                    | 銀マックス&アニマニア!!                             | 妖獣奇譚 ニンジャVSシャーク | 天国大魔境 |
| 第200回 | 05月04日        | なし                                                                    | 銀マックス&アニマニア!!                             | ダークグラス | 君は放課後インソムニア |
| 第201回 | 05月11日        | なし                                                                    | 銀マックス&アニマニア!!                             | 名探偵コナン 黒鉄の魚影 | 地獄楽 |
| 第202回 | 05月18日        | 映画配給会社 「エクストリーム」 宣伝担当 星野和子                       | 「エクストリーム」の配給作品などについて対談        | ※ゲスト回のため、休止。 | ※ゲスト回のため、休止。 |
| 第203回 | 05月25日        | なし                                                                    | 銀マックス&アニマニア!!                             | ジュリア（s） | 江戸前エルフ |
| 第204回 | 06月01日        | なし                                                                    | 銀マックス&柿ピーマニア!!                           | MEMORY メモリー | ※柿の種の企業の合併について紹介 |
| 第205回 | 06月08日        | なし                                                                    | 銀マックス&アニマニア!!                             | 劇場版 推しが武道館いってくれたら死ぬ | 青のオーケストラ |
| 第206回 | 06月15日        | なし                                                                    | 銀マックス&アニマニア!!                             | ブラック・デーモン 絶体絶命 | ヤキトリ |
| 第207回 | 06月22日        | なし                                                                    | 銀マックス&アニマニア!!                             | M3GAN／ミーガン | スキップとローファー |
| 第208回 | 06月29日        | なし                                                                    | 銀マックス&アニマニア!!                             | プー あくまのくまさん | ▽今期の注目アニメの紹介（前半） ホリミヤ -piece るろうに剣心 -明治剣客浪漫譚- AYAKA -あやか- |
| 第209回 | 07月06日        | なし                                                                    | 銀マックス&アニマニア!!                             | リトル・マーメイド | ▽今期の注目アニメの紹介（後半） 大奥 SYNDUALITY Noir 自動販売機に生まれ変わった俺は迷宮を彷徨う |
| 第210回 | 07月13日        | なし                                                                    | 銀マックス&柿ピーマニア!!                           | リバー、流れないでよ | ※中倉の柿の種の新商品の紹介 |
| 第211回 | 07月20日        | なし                                                                    | 銀マックス&アニマニア!!                             | 憧れを超えた侍たち 世界一への記録 | 大奥 |
| 第212回 | 07月27日        | なし                                                                    | 銀マックス&アニマニア!! ●武蔵野市                   | ▽飯塚の本年度夏のオススメ作品 ヒッチハイク（2023年7月公開作品） Pearl パール ヴァチカンのエクソシスト ▽俺たちのホラー2023 先生!口裂け女です 教えておじいさん、復讐の仕方を!!                                | AIの遺電子 |
| 第213回 | 08月03日        | なし                                                                    | 銀マックス&アニマニア!!                             | インディ・ジョーンズと運命のダイヤル | 君たちはどう生きるか |
| 第214回 | 08月10日        | なし                                                                    | 銀マックス&アニマニア!!                             | ◇君たちはどう生きるか ◇THE FIRST SLAM DUNK | AYAKA -あやか- |
| 第215回 | 08月17日        | なし                                                                    | 銀マックス&アニマニア!!                             | ▽しゃべん“シャーク”2023 エイリアンVSジョーズ ウィジャ・シャーク2 | スプリガン |
| 第216回 | 08月24日        | なし                                                                    | 銀マックス&アニマニア!!                             | しん次元! クレヨンしんちゃん THE MOVIE 超能力大決戦 〜とべとべ手巻き寿司〜 | 自動販売機に生まれ変わった俺は迷宮を彷徨う（2度目） |
| 第217回 | 08月31日        | なし                                                                    | 銀マックス&アニマニア!!                             | ◇シャーク・ド・フランス ◇ミンナのウタ | デキる猫は今日も憂鬱 |
| 第218回 | 09月07日        | なし                                                                    | 銀マックス&漫画マニア!!                             | MEG ザ・モンスターズ2 | ▽次にくるマンガ大賞SP～Webマンガ部門～ 1位：気になってる人が男じゃなかった 2位：ねこに転生したおじさん |
| 第219回 | 09月14日        | なし                                                                    | 銀マックス&漫画マニア!!                             | SAND LAND | ▽次にくるマンガ大賞SP～コミックス部門～ 7位：ダイヤモンドの功罪 13位：龍とカメレオン |
| 第220回 | 09月21日        | なし                                                                    | 銀マックス&アニマニア!!                             | 劇場版シティーハンター 天使の涙（エンジェルダスト） | 英雄教室 |
| 第221回 | 09月28日        | なし                                                                    | 銀マックス&アニマニア!!                             | ホーンテッドマンション 禁じられた遊び | GAMERA -Rebirth- |
| 第222回 | 10月05日        | なし                                                                    | 銀マックス&アニマニア!!                             | 熊は、いない | 沈黙の艦隊 |
| 第223回 | 10月12日        | なし                                                                    | 銀マックス&アニマニア!!                             | コカイン・ベア | ▽今期の注目アニメの紹介（前半） 悪魔くん オーバーテイク! 薬屋のひとりごと アンデッドアンラック 葬送のフリーレン |
| 第224回 | 10月19日        | NISHIKURA-EX 代表 中野ダンキチ                                          | 映画制作会社 『アサイラム』について対談             | ※ゲスト回のため、休止。 | ※ゲスト回のため、休止。 |
| 第225回 | 10月26日        | なし                                                                    | 銀マックス&アニマニア!!                             | PIGGY ピギー | ▽今期の注目アニメの紹介（後半） ビックリメン め組の大吾 |
| 第226回 | 11月02日        | 「エクストリーム」 宣伝担当 星野和子映画監督 浦崎恭平                   | 映画 『恐解釈 花咲か爺さん』 について対談           | ※ゲスト回のため、休止。 | ※ゲスト回のため、休止。 |
| 第227回 | 11月09日        | なし                                                                    | 銀マックス&アニマニア!!                             | ゆとりですがなにか インターナショナル | 薬屋のひとりごと（2度目） |
| 第228回 | 11月16日        | 映画監督 浦崎恭平                                                       | 映画『恐解釈 花咲か爺さん』 のご紹介&柿ピーマニア!! | ※ゲスト回のため、休止。 | ※チョコ柿の種のご紹介 |
| 第229回 | 11月23日        | なし                                                                    | 銀マックス&アニマニア!!                             | 沈黙の艦隊 | 悪魔くん 川越ボーイズ・シング |
| 第230回 | 11月30日        | なし                                                                    | 銀マックス&アニマニア!!                             | 首 | アンダーニンジャ |
| 第231回 | 12月07日        | 「エクストリーム」 宣伝担当 星野和子映画監督 鳴瀬聖人                   | 映画『恐解釈 桃太郎』 について対談                  | ※ゲスト回のため、休止。 | ※ゲスト回のため、休止。 |
| 第232回 | 12月14日        | なし                                                                    | 銀マックス&アニマニア!!                             | スラムドッグス エクソシスト 信じる者 | 豚のレバーは加熱しろ |
| 第233回 | 12月21日        | なし                                                                    | 銀マックス&アニマニア!!                             | ジュリア 14年ぶりの「WBC世界一」へ 憧れを超えた侍たち 劇場版シティーハンター 天使の涙 仕掛人・藤枝梅安（映画） 忌怪島                                                                                       | 新しい上司はど天然 |
| 第234回 | 12月28日        | 白銀の戦士はらでぃ                                                      | ウルトラ特撮コーナー!!                              | 仮面ライダー THE WINTER MOVIE ガッチャード＆ギーツ | ※ゲスト回のため休止。 |
| 第235回 | 2024年 1月4日   | なし                                                                    | 銀マックス&アニマニア!!                             | アクアマン 機動戦士ガンダムSEED FREEDOM 唐獅子仮面 Lion-Girl | 青の祓魔師 島根啓明結社篇 メタリックルージュ スナック バス江 |
| 第236回 | 1月11日         | なし                                                                    | 銀マックス&アニマニア!!                             | 鬼太郎誕生 ゲゲゲの謎 シーワールドZ | 異修羅 炎上撲滅 魔法少女アイ子 ぶっちぎり?! |
| 第237回 | 1月18日         | なし                                                                    | 銀マックス&銀マックス!!                             | ヒジョウセンゲン※中倉が担当 | エクスペンダブルズ ニューブラッド |
| 第238回 | 1月25日         | なし                                                                    | 銀マックス&アニマニア!!                             | カラオケ行こ! | スナック バス江 |
| 第239回 | 2月1日          | なし                                                                    | 銀マックス&アニマニア!!                             | チャンシルさんには福が多いね 鬼ガール!! | ゆびさきと恋々 |
| 第240回 | 2月8日          | なし                                                                    | 銀マックス&アニマニア!!                             | 唐獅子仮面 LION-GIRL | ぽんのみち |
| 第241回 | 2月15日         | なし                                                                    | 銀マックス&アニマニア!!                             | ゴールデンカムイ | 機動戦士ガンダムSEED FREEDOM |
| 第242回 | 2月22日         | なし                                                                    | 銀マックス&アニマニア!!                             | 座敷鬼 鬼女 「鬼滅の刃」柱稽古編 | 佐々木とピーちゃん |
| 第243回 | 2月29日         | なし                                                                    | 銀マックス&アニマニア!!                             | ファイブ・ナイツ・アット・フレディーズ | ダンジョン飯 |
| 第244回 | 3月7日          | なし                                                                    | 銀マックス&アニマニア!!                             | ドラレコ霊 悪魔がはらわたでいけにえで私 | ※犬専用の柿ピーを食べ比べ |
| 第245回 | 3月14日         | なし                                                                    | 銀マックス&アニマニア!!恋愛作品特集!!               | ウォーム・ボディーズ | おじさんとマシュマロ |
| 第246回 | 3月21日         | なし                                                                    | 銀マックス&アニマニア!!                             | ビッグフットVSメガロドン | 勇気爆発バーンブレイバーン |
| 第247回 | 3月28日         | なし                                                                    | 銀マックス&アニマニア!!                             | FEAST 狂宴 | ドラゴンボール超 スーパーヒーロー |
| 第248回 | 4月4日          | NISHIKURAｰEX代表 サメンテーター ・中野ダンキチ                          | 新生活を彩るサメ映画特集                            | ※ゲスト回のため休止 | ※ゲスト回のため休止 |
| 第249回 | 4月11日         | なし                                                                    | 銀マックス&アニマニア!!                             | 変な家 | 黒執事 寄宿学校編 ザ・ファブル WIND BREAKER 喧嘩独学 |
| 第250回 | 4月18日         | 映画監督・中村優一                                                      | 2024年4月19日公開の映画「YOKOHAMA」特集             | ※ゲスト回のため休止。 | ※ゲスト回のため休止。 |
| 第251回 | 4月25日         | なし                                                                    | 銀マックス&アニマニア!!                             | デッドデッドデーモンズデデデデデストラクション 前章 | ◇リスナーによる今期のオススメアニメを紹介 ゆるキャン△ シーズン3 バーテンダー 神グラス ◆本編で紹介されたアニメ オーイ! とんぼ ライジングインパクト（映画） 怪獣8号 声優ラジオのウラオモテ 黒執事 寄宿学校編 喧嘩独学 夜のクラゲは泳げない |
| 第252回 | 5月2日          | なし                                                                    | 銀マックス&アニマニア!!                             | キラー・ナマケモノ | 怪異と乙女と神隠し |
| 第253回 | 5月9日          | なし                                                                    | 銀マックス&アニマニア!!                             | 陰陽師0 | WIND BREAKER |
| 第254回 | 5月16日         | なし                                                                    | 銀マックス&アニマニア!!                             | ゴジラxコング 新たなる帝国 | 狼と香辛料 MERCHANT MEETS THE WISE WOLF |
| 第255回 | 5月23日         | なし                                                                    | 銀マックス&アニマニア!!                             | 名探偵コナン 100万ドルの五稜星 | ふしぎ駄菓子屋 銭天堂 |
| 第256回 | 5月30日         | なし                                                                    | 銀マックス&アニマニア!!                             | 鬼平犯科帳 血闘 | 声優ラジオのウラオモテ |
| 第567回 | 6月6日          | NISHIKURAｰEX代表 サメンテーター 中野ダンキチ                            | 第1回東京国際サメ映画祭についての対談               | ※ゲスト回のため、休止。 | ※ゲスト回のため、休止。 |
| 第568回 | 6月13日         | なし                                                                    | 銀マックス&アニマニア!!                             | Miss.ガンズ | 夜のクラゲは泳げない |
| 第569回 | 6月20日         | 映画監督・鳴瀬聖人                                                      | 新作映画「日本で一番恐くない間取り」について        | ※ゲスト回のため、休止。 | ※ゲスト回のため、休止。 |
| 第570回 | 6月27日         | 「エクストリーム」 プロデューサー・宣伝担当 星野和子 映画監督・浦崎恭平 | 新作映画「新・三茶のポルターガイスト」について      | ※ゲスト回のため、休止。 | ※ゲスト回のため、休止。 |
| 第571回 | 7月18日         | なし                                                                    | 銀マックス＆アニマニア!!                            | デッドデッドデーモンズデデデデデストラクション 後章 新三茶のポルターガイスト | 菜なれ花なれ VTuberなんだが配信切り忘れたら伝説になってた 最強勇者パーティーは愛が知りたい |
| 第572回 | 7月25日         | なし                                                                    | 銀マックス＆アニマニア!!                            | 九十歳。何がめでたい。 | エルフさんは痩せられない。 多数欠 |
| 第573回 | 8月1日          | なし                                                                    | 銀マックス＆アニマニア!!                            | 日本で一番恐くない間取り 温泉シャーク | 俺は全てを【パリイ】する 〜逆勘違いの世界最強は冒険者になりたい〜 |
| 第574回 | 8月8日          | 白銀の戦士はらでぃ                                                      | ウルトラ特撮コーナー!!                              | 仮面ライダーガッチャード ザ・フューチャー・デイブレイク 爆上戦隊ブンブンジャー 劇場BOON! プロミス・ザ・サーキット                                                                                           | ※ゲスト回のため、休止。 |
| 第575回 | 8月15日         | なし                                                                    | 銀マックス&アニマニア!!                             | 逃走中 THE MOVIE:TOKYO MISSION | 逃げ上手の若君 |
| 第576回 | 8月22日         | なし                                                                    | 銀マックス&柿ピーマニア!!                           | 化け猫あんずちゃん ヤマトよ永遠に REBEL3199 | 「柿ピー研究家・中倉隆道プロデュース 柿の種誕生100周年コーナー」で 売られている商品の試食 |
| 第577回 | 8月29日         | なし                                                                    | 銀マックス&アニマニア!!                             | プー2 あくまのくまさんとじゃあくななかまたち あのコはだぁれ? | エグミレガシー |
| 第578回 | 9月5日          | 「エクストリーム」 プロデューサー・ 宣伝担当 星野和子                   | 新作映画「エルダリー/覚醒」について                 | ※ゲスト回のため休止。 | ※ゲスト回のため休止。 |
| 第579回 | 9月12日         | なし                                                                    | 銀マックス&マンガマニア!!                           | ポライト・ソサエティ | 「次にくるマンガ大賞2024」 Web漫画部門の第1位〜第3位の紹介 |
| 第580回 | 9月19日         | なし                                                                    | 銀マックス&アニマニア!!                             | ▽アルバトロス・フィルム ザンシャーク（残暑シャーク）特集 イド・シャーク 心霊調査ビッグサマー ジョーズ・バケーション                                                                                         | 「次にくるマンガ大賞2024」 コミックス漫画部門の第1位〜第3位の紹介 |
| 第581回 | 9月26日         | なし                                                                    | 銀マックス&アニマニア!!                             | バッド・デイ・ドライブ | ラーメン赤猫 |
| 第582回 | 10月3日         | なし                                                                    | 銀マックス&アニマニア!!                             | ヒットマン | ◯2024年秋アニメの 注目作品の紹介（シリーズもの） ダンジョンに出会いを求めるのは間違っているだろうかⅤ 豊穣の女神篇 らんま1/2（リメイク） |
| 第583回 | 10月10日        | なし                                                                    | 銀マックス&アニマニア!!                             | 劇場版「オーバーロード」聖王国編 | ◯2024年秋アニメの 注目作品の紹介（短編もの） 株式会社マジルミエ ネガポジアングラー メカウデ |
| 第584回 | 10月17日        | しらいしりょうこ                                                        | しらいしを迎えてのゲストトーク                      | ※ゲスト回のため休止。 | ※ゲスト回のため休止。 |
| 第585回 | 10月24日        | なし                                                                    | 銀マックス＆アニマニア！！                          | 侍タイムスリッパー | メカウデ |
| 第586回 | 10月31日        | なし                                                                    | 銀マックス＆アニマニア！！                          | ボルテスV レガシー | 機動戦士ガンダム 復讐のレクイエム |
| 第587回 | 11月7日         | なし                                                                    | 銀マックス＆アニマニア！！                          | ハヌ・マン | ネガポジアングラー |
| 第588回 | 11月14日        | 映画監督・夏目大一朗&サメ女優・旭桃果                                   | 映画「ラストシャーク」について                      | ※ゲスト回のため休止。 | ※ゲスト回のため休止。 |
| 第589回 | 11月21日        | なし                                                                    | 銀マックス＆アニマニア！！                          | スパイダー 増殖 | 結婚するって、本当ですか |